# Кичуг
Ки́чуг — река на северо-западе Кировской области России, левый приток Пушмы (бассейн Юга).
Длина реки от слияния рек Левая и Правая — 82 км (длина с учётом любой из них — 102 км).
Реки Левая и Правая сливаются в 5 км к юго-западу от посёлка Заря в Опаринском районе. Оттуда Кичуг течёт, извиваясь, сначала на запад, образуя границу с Подосиновским районом, затем течёт по его территории на север. Впадает в Пушму по левому берегу в 64 км от её устья, чуть выше села Октябрь. Ширина реки в низовьях около 18 м, скорость течения — 0,3 м/с.
Бассейн находится на краю Северных Увалов, почти полностью покрыт лесами, слабо заселён.
В низовьях на реке расположены малые деревни Олюхино, Палкино, Окулово, Федоровская. Имеется мост через реку вблизи устья и мост на лесной дороге в среднем течении.
В бассейне также находятся посёлки Маромица (частично, вблизи Правой) и Заря (на Левой).
Значительное негативное влияние на экологию реки оказывает Моломский лесохимический завод в Заре.
Основные притоки (от устья, в скобках указана длина в км):
- 24 км пр: Антюшиха (18)
- 55 км лв: Хмелевица (14)
- 82 км пр: Левая (20)
- 82 км лв: Правая (20)

## Данные водного реестра
По данным государственного водного реестра России и геоинформационной системы водохозяйственного районирования территории РФ, подготовленной Федеральным агентством водных ресурсов:
- Бассейновый округ — Двинско-Печорский
- Речной бассейн — Северная Двина
- Речной подбассейн — Малая Северная Двина
- Водохозяйственный участок — Юг
- Код водного объекта — 03020100212103000011450